# Нелюбово
Нелю́бово — село в Большемурашкинском районе Нижегородской области России. Входит в состав Советского сельсовета.

## География
Село находится в центральной части Нижегородской области, в зоне хвойно-широколиственных лесов, на левом берегу реки Сундовик, к востоку от автодороги 22К-0054, на расстоянии приблизительно 10 километров (по прямой) к юго-востоку от Большого Мурашкина, административного центра района. Абсолютная высота — 140 метров над уровнем моря.
Климат
Климат характеризуется как умеренно континентальный, с коротким тёплым летом и холодной снежной зимой. Среднегодовая температура — 3,4 °C. Средняя температура воздуха самого тёплого месяца (июля) — 16,9 °C (абсолютный максимум — 37 °C); самого холодного (января) — −12,2 °C (абсолютный минимум — −45 °C). Среднегодовое количество атмосферных осадков составляет около 450—550 мм, из которых 387 мм выпадает в период с апреля по октябрь.
Часовой пояс
Село Нелюбово, как и вся Нижегородская область, находится в часовой зоне МСК (московское время). Смещение применяемого времени относительно UTC составляет +3:00.

## История
В Нелюбове была православная церковь, богослужение в которой было прекращено в начале 1930-х годов. Впоследствии было принято решение по ликвидации этого религиозного сооружения.

## Население
| 1999 | 2002 | 2010 |
| ---- | ---- | ---- |
| 73   | ↘58  | ↘31  |

Национальный состав
Согласно результатам переписи 2002 года, в национальной структуре населения русские составляли 97 %.